# Sundamys infraluteus
Sundamys infraluteus is een knaagdier uit het geslacht Sundamys dat voorkomt in de bergen van Sabah (Noordoost-Borneo) en West-Sumatra. De kop-romplengte bedraagt 229 tot 282 mm, de staartlengte 289 tot 343 mm, de achtervoetlengte 55 tot 61 mm, de oorlengte 22 tot 29 mm en de schedellengte 56 tot 63 mm. Het is een grote, donkerbruine rat met een lange staart en een dichte, dikke, lange vacht. De rug is donkerbruin. De keel is donkerbruin, maar de rest van de onderkant van het lichaam is grijs. De oren zijn klein en donkerbruin van kleur. De staart is lang en donkerbruin van kleur. Vrouwtjes hebben 1+2=6 mammae. Dit dier eet zowel plantaardig als dierlijk voedsel; er is eens een hagedis gevonden in een maag. De vorm uit Sumatra is oorspronkelijk Rattus arinchus Miller, 1942 genoemd. Dat is de "giant rat of Sumatra" uit een boek van Sherlock Holmes.